# Japalura dasi
Pour les articles homonymes, voir Dasi.
Espèce
Synonymes
- Oriotiaris dasi Shah & Kästle, 2002

Statut de conservation UICN

 DD  : Données insuffisantes
Japalura dasi est une espèce de sauriens de la famille des Agamidae.

## Répartition
Cette espèce est endémique du Népal.

## Étymologie
Cette espèce est nommée en l'honneur d'Indraneil Das.

## Publication originale
- Shah & Kästle, 2002 : Amphibians and Reptiles of Nepal. Koeltz, Königstein, p. 1–1200.